# Manlio Di Rosa
Manlio Di Rosa (* 14. září 1914 – 15. března 1989 Livorno, Itálie) byl italský sportovní šermíř, který se specializoval na šerm fleretem.
Itálii reprezentoval v třicátých, čtyřicátých a padesátých letech. Na olympijských hrách startoval v roce 1936, 1948, 1952 a 1956 v soutěži jednotlivců a družstev. V soutěži jednotlivců získal na olympijských hrách 1952 bronzovou olympijskou medaili. V roce 1951 získal titul mistra světa v soutěži jednotlivců. S italským družstvem fleretistů vybojoval na olympijských hrách dvě zlaté (1936, 1956) a dvě stříbrné (1948, 1952) olympijské medaile. S družstvem získal celkem pět titulů mistrů světa v roce 1937, 1949, 1950, 1954 a 1955.